# NGC 4016
NGC 4016 is een balkspiraalstelsel in het sterrenbeeld Hoofdhaar. Het en werd op 30 maart 1854 ontdekt door de Ierse astronoom William Parsons.

## Synoniemen
- UGC 6954
- MCG 5-28-63
- ZWG 157.68
- KUG 1155+278
- PGC 37687